# Томешти (Хунедоара)
Томешти (рум. Tomeşti) насеље је у Румунији у округу Хунедоара у општини Томешти. Oпштина се налази на надморској висини од 305 m.

## Становништво
Према подацима из 2002. године у насељу је живело 1298 становника, од којих су сви румунске националности.

### Хронологија
| Година       | 1992 | 1993 | 1994 | 1995 | 1996 | 1997 | 1998 | 1999 | 2000 | 2001 | 2002 | 2003 | 2004 | 2005 | 2006 | 2007 | 2008 | 2009 | 2010 | 2011 | 2012 | 2013 | 2014 | 2015 | 2016 | 2017 |
| ------------ | ---- | ---- | ---- | ---- | ---- | ---- | ---- | ---- | ---- | ---- | ---- | ---- | ---- | ---- | ---- | ---- | ---- | ---- | ---- | ---- | ---- | ---- | ---- | ---- | ---- | ---- |
| Становништво | 1449 | 1422 | 1412 | 1367 | 1368 | 1362 | 1353 | 1338 | 1326 | 1321 | 1299 | 1278 | 1261 | 1235 | 1205 | 1171 | 1150 | 1131 | 1107 | 1092 | 1070 | 1053 | 1036 | 1041 | 1044 | 1035 |